# Stenotarsiini
Stenotarsiini is een tribus uit de familie van bladsprietkevers (Scarabaeidae). 

## Taxonomie
De volgende taxa zijn bij de tribus ingedeeld:
- Subtribus Anochiliina
  - Geslacht Anochilia Burmeister, 1842
  - Geslacht Epistalagma Fairmaire, 1880
- Subtribus Chromoptiliina
  - Geslacht Chromoptilia Westwood, 1842
  - Geslacht Descarpentriesia Ruter, 1964
- Subtribus Coptomiina
  - Geslacht Bricoptis Burmeister, 1842
  - Geslacht Coptomia Burmeister, 1842
  - Geslacht Coptomiopsis Pouillaude, 1919
  - Geslacht Euchilia Burmeister, 1842
  - Geslacht Euryomia Burmeister, 1842
  - Geslacht Heterocranus Bourgoin, 1919
  - Geslacht Hiberasta Fairmaire, 1901
  - Geslacht Hyphelithia Kraatz, 1880
  - Geslacht Liostraca Burmeister, 1842
  - Geslacht Micreuchilia Pouillaude, 1917
  - Geslacht Micropeltus Blanchard, 1842
  - Geslacht Pareuchilia Kraatz, 1880
  - Geslacht Pseudeuryomia Kraatz, 1894
  - Geslacht Pygora Burmeister, 1842
  - Geslacht Pyrrhopoda Kraatz, 1880
  - Geslacht Vieuella Ruter, 1964
- Subtribus Doryscelina
  - Geslacht Doryscelis Burmeister, 1842
  - Geslacht Epixanthis Burmeister, 1842
  - Geslacht Hemiaspidius Krikken, 1982
  - Geslacht Parepixanthis Kraatz, 1893
  - Geslacht Pseudepixanthis Kraatz, 1880
  - Geslacht Rhynchocephala Fairmaire, 1883
- Subtribus Euchroeina
  - Geslacht Euchroea Burmeister, 1842
- Subtribus Heterophanina
  - Geslacht Heterophana Burmeister, 1842
  - Geslacht Oxypelta Pouillaude, 1920
  - Geslacht Pogonotarsus Burmeister, 1842
  - Geslacht Zebinus Fairmaire, 1894
- Subtribus Heterosomatina
  - Geslacht Heterosoma Schaum, 1845
  - Geslacht Plochilia Fairmaire, 1896
- Subtribus Pantoliina
  - Geslacht Bonoraella Ruter, 1978
  - Geslacht Celidota Burmeister, 1842
  - Geslacht Cyriodera Burmeister, 1842
  - Geslacht Dirrhina Burmeister, 1842
  - Geslacht Hemilia Kraatz, 1880
  - Geslacht Lucassenia Olsoufieff, 1940
  - Geslacht Moriaphila Kraatz, 1880
  - Geslacht Pantolia Burmeister, 1842
  - Geslacht Tetraodorhina Blanchard, 1842
- Subtribus Parachilina
  - Geslacht Parachilia Burmeister, 1842
  - Subtribus Stenotarsiina
  - Geslacht Callipechis Burmeister, 1842
  - Geslacht Ischnotarsia Kraatz, 1880
  - Geslacht Rhadinotaenia Kraatz, 1900
  - Geslacht Stenotarsia Burmeister, 1842
  - Geslacht Vadonidella Ruter, 1973